# 蜈蜞潭 (臺南市)
蜈蜞潭，是臺灣臺南市永康區的一個傳統地域名稱，位於該區中部偏東北。相較於今日行政區，其範圍大致包括王行里西北端、烏竹里、龍埔里不含西北端及南端、埔園里東部邊界地帶北至中段、龍潭里不含東部南側凸出部分、永明里西半部、永康里永華路以東地區的北半部。
本地區境內主要聚落為蜈蜞潭、秀角、竹仔林、烏水橋。

## 歷史
台灣日治初期，蜈蜞潭地區為一街庄，稱為「蜈蜞潭庄」（舊制街庄），隸屬於永康上中里。該庄昔日北與蔦松庄、三崁店庄、車行庄為鄰，東與王田庄、西勢庄為鄰，南邊為大灣庄，西邊為埔姜頭庄。
1901年（日治明治三十四年）11月11日，全台廢縣廳改設二十廳，該庄隸屬於臺南廳。1904年（明治三十七年）3月31日，該庄編入「永內區」，隸屬於臺南廳。1909年（明治四十二年）10月25日，全台合併二十廳為十二廳，永內區仍隸屬於臺南廳。1920年（大正九年）10月1日，全台地方制度大改正，廢十二廳改設五州二廳，該庄改制為「蜈蜞潭」大字，隸屬於臺南州新豐郡永康庄（新制街庄）。
戰後永康庄改制為永康鄉，隸屬於臺南縣，大字亦改制為村。1950年（民國39年）10月25日，雲、嘉、南分治，永康鄉仍隸屬於臺南縣。1993年（民國82年）5月1日，永康鄉升格為永康市，村亦改制為里。2010年（民國99年）12月25日，臺南縣、市合併為直轄臺南市，永康市改制為永康區。

## 聚落
本地區發展較早的聚落為蜈蜞潭、秀角、竹仔林、烏水橋，在日治初期的官方地圖上已有記載。

## 交通
台鐵縱貫線是台灣西部南北向鐵路幹線，經過本地區北部邊界地帶，並在西南側邊界外不遠處設有永康車站。該站屬二等站，停靠部分自強號、莒光號，及全部區間快車、區間車；由此可前往台鐵沿線各站。
省道台1線又稱「縱貫公路」，是臺北至楓港的傳統平面幹道，經過本地區北部邊界地帶。由該道路北行可前往新市區、善化區、官田區、六甲區等地，南行可前往東區/南區、仁德區、高雄市湖內區、路竹區等地。
省道台20線是臺南至德高的幹道，其中部分路段稱為「南橫公路」（目前並未全線通車），經過本地區中南部。由該道路西行可前往永康區永康市區、北區、中西區，並止於湯德章紀念公園圓環；東行可前往新化區、山上區南端、左鎮區、玉井區等地。
市道177號是蔦松至二行的道路，其北側端點位於本地區北部邊界地帶的省道台1線路口，由此南行經本地區秀角聚落後可前往仁德區南部，並止於省道台1線另一路口。
區道南143線是烏水橋至永康的道路，全線位於本地區境內，其北側端點（起點）位於本地區北部邊界地帶的省道台1線路口，南側端點（終點）位於本地區中南部的省道台20線路口，中間會經過本地區的烏水橋、竹仔林、蜈蜞潭等聚落。

## 公務機關
- 臺南市永康區戶政事務所